# Xolmis
A Xolmis a madarak (Aves) osztályának verébalakúak (Passeriformes) rendjébe és a királygébicsfélék (Tyrannidae) családjába tartozó nem.

## Rendszerezésük
A nemet Friedrich Boie német ornitológus írta le 1826-ban, az alábbi fajok tartoznak ide:
- Xolmis cinereus
- Xolmis coronatus
- Xolmis dominicanus vagy Heteroxolmis dominicana
- Xolmis irupero
- Xolmis pyrope
- Xolmis rubetra
- Xolmis salinarum
- Xolmis velatus